# Microchera albocoronata
El colibrí coroniblanco (Microchera albocoronata), también conocido como colibrí coroninevada (en Honduras), colibrí copete de nieve o copete de nieve (en Costa Rica), copete nevado (en Nicaragua) o gorra nivosa (en Panamá), es una especie de ave apodiforme de la familia Trochilidae —los colibríes— perteneciente al género  Microchera. Es nativa de América Central.

## Distribución y hábitat
Se distribuye por la vertiente caribeña desde el este de Honduras, por Nicaragua y Costa Rica, hasta el centro de Panamá.
Esta especie es considerada común apenas localmente en sus hábitats naturales: los bosques húmedos, tanto bosques de tierras bajas como bosques montanos húmedos, así como bosques semiabiertos adyacentes y de crecimiento secundario, principalmente en aperturas de bosques, descansos, plantaciones, matorrales y setos en mucha mayor medida que en el interior de los bosques. En Costa Rica, se reproduce principalmente entre 300 y 800 m de altitud, y localmente hasta 1000 m. Tras la cría, la mayor parte de la población desciende a las tierras bajas; ocasionalmente los individuos también vagan hasta los 1400 m de altitud. En Panamá, se da entre 600 y 1650 m.

## Descripción
Es un colibrí de tamaño pequeño, mide unos 6,5 cm de longitud y pesa 2,5 g. Los machos adultos son inconfundibles y espectaculares. Tienen una corona blanca brillante, que da a la especie su nombre común y científico, el cuerpo es de color púrpura oscuro con las plumas exteriores de la cola blancas. 
Las hembras adultas son de verde bronce por la parte superior y blanco pálido en la parte inferior y las plumas exteriores de la cola. Las aves juveniles se parecen a la hembra adulta, pero son más apagadas, tienen las partes inferiores más grises y las plumas centrales de la cola bronceadas. El plumaje púrpura de los machos jóvenes se inicia en las partes inferiores como una línea central oscura.

## Sistemática

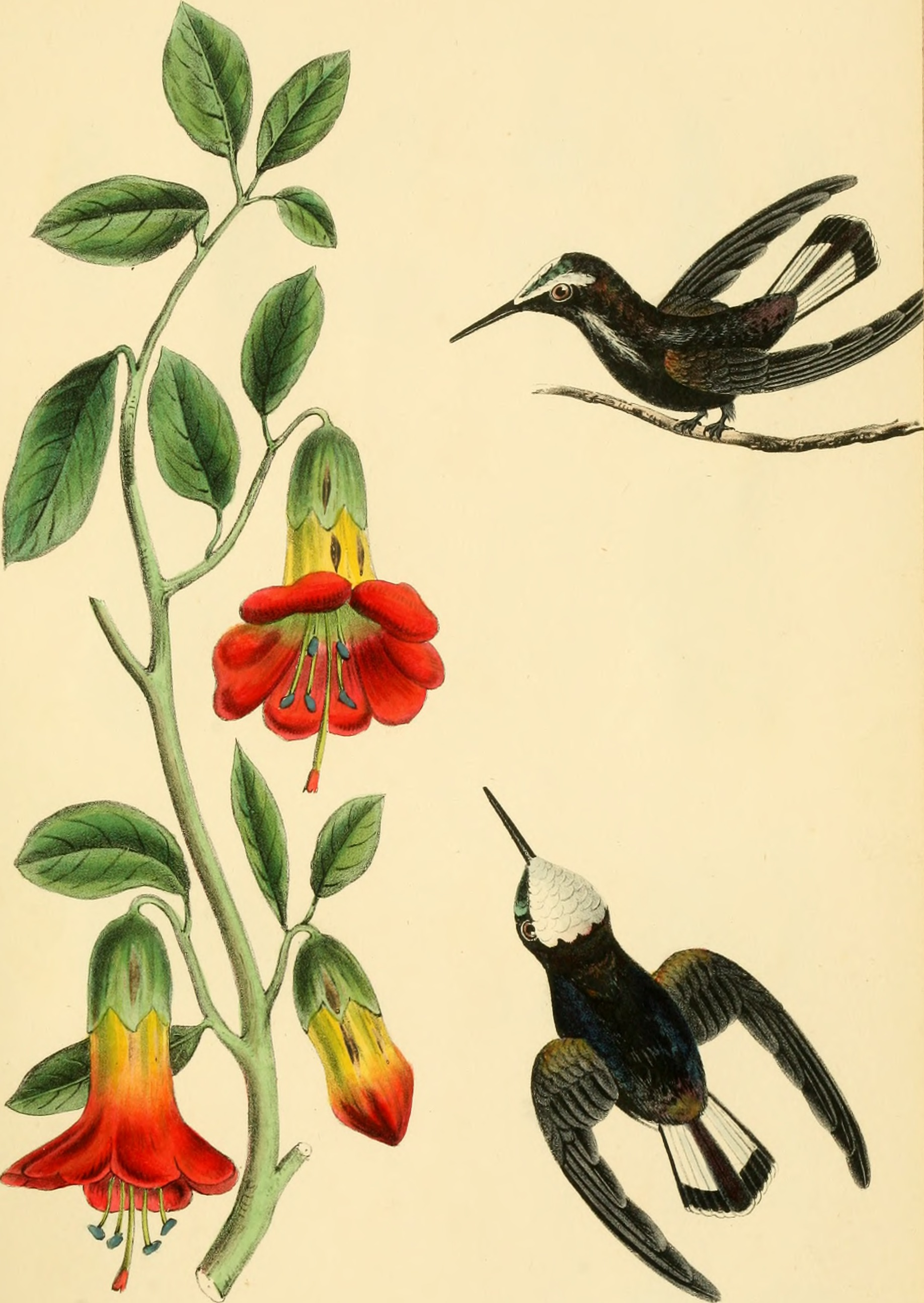
Mellissuga albo-coronata, ilustración en Annals of the Lyceum of Natural History of New-York, 1858.

### Descripción original
La especie M. albocoronata fue descrita por primera vez por el ornitólogo estadounidense George Newbold Lawrence en 1855 bajo el nombre científico Mellisuga albo-coronata; su localidad tipo es: « Belén, Veragua, Panamá».

### Etimología
El nombre genérico femenino «Microchera» se compone de las palabras del griego «mikros» que significa ‘pequeño’ y «khēra» que significa ‘viuda’, en referencia al color negro; y el nombre de la especie «albocoronata» se compone de las palabras del latín «albus» que significa ‘blanco’ y «coronatus» que significa ‘coronado’.

### Subespecies
Según las clasificaciones del Congreso Ornitológico Internacional (IOC) y Clements Checklist/eBird  se reconocen dos subespecies, con su correspondiente distribución geográfica:
- Microchera albocoronata parvirostris (Lawrence), 1865 – vertiente caribeña del este de Honduras, Nicaragua, Costa Rica y probablemente el extremo oeste de Panamá.
- Microchera albocoronata albocoronata (Lawrence), 1855 – centro oeste de Panamá (Veraguas, Coclé), principalmente en la vertiente caribeña.